# Carson Wentz
(en) Statistiques sur pro-football-reference
Carson James Wentz, né le 30 décembre 1992 à Raleigh, est un sportif professionnel américain de football américain évoluant au poste de quarterback dans la National Football League (NFL) depuis 2016. Il joue depuis 2024 pour les Chiefs de Kansas City où il est remplaçant de Patrick Mahomes.
Au niveau universitaire, il a joué en NCAA Division I FCS pour le Bison de l'université d'État du Dakota du Nord (NDSU) avant d'être sélectionné par la franchise des Eagles de Philadelphie au deuxième choix global de la draft 2016 de la NFL.
IL devient le quarterback titulaire de l'équipe dès le début de la saison 2016. Après une saison très difficile en 2020 au cours de laquelle il est remplacé en fin d'année par le rookie Jalen Hurts, il est échangé en 2021 aux Colts d'Indianapolis. Il n'y reste qu'une saison rejoignant en 2022, les Commanders de Washington et en 2023, les Rams de Los Angeles.
Avec les Eagles, il remporte le Super Bowl LII au terme de la saison 2017.

## Biographie

### Jeunesse
Né à Raleigh en Caroline du Nord, Wentz déménage dans le Dakota du Nord avec sa famille à l'âge de trois ans. Il joue aux postes de quarterback et de defensive back au sein de l'équipe de football américain du lycée Century High School (en) de Bismarck. Il y joue également au basket-ball et au baseball pour l'équipe des Patriots. Mesurant 1,73 m lors de son année freshman, il grandit pour atteindre 1,96 m lors de son année senior. Il obtient son diplôme en 2011 en étant major de sa promotion.

### Carrière professionnelle

#### La draft
| Données mesurées lors du NFL Scouting Combine 2016, | Données mesurées lors du NFL Scouting Combine 2016, | Données mesurées lors du NFL Scouting Combine 2016, | Données mesurées lors du NFL Scouting Combine 2016, | Données mesurées lors du NFL Scouting Combine 2016, | Données mesurées lors du NFL Scouting Combine 2016, | Données mesurées lors du NFL Scouting Combine 2016, | Données mesurées lors du NFL Scouting Combine 2016, | Données mesurées lors du NFL Scouting Combine 2016, | Données mesurées lors du NFL Scouting Combine 2016, | Données mesurées lors du NFL Scouting Combine 2016, |
| Taille                                              | Poids                                               | Long. bras                                          | Taille main                                         | 40 yds dash                                         | 10 yds split                                        | 20 yds split                                        | 20 yds shuttle                                      | 3 cone drill                                        | Dét. Vert.                                          | Dét. Long.                                          |
| --------------------------------------------------- | --------------------------------------------------- | --------------------------------------------------- | --------------------------------------------------- | --------------------------------------------------- | --------------------------------------------------- | --------------------------------------------------- | --------------------------------------------------- | --------------------------------------------------- | --------------------------------------------------- | --------------------------------------------------- |
| 1,9 m (6 ft 5,25 in)                                | 108 kg (237 lb)                                     | 84 cm (33,25 in)                                    | 25 (10 in)                                          | 4.77 s                                              | 1,65 s                                              | 2,75 s                                              | 4,15 s                                              | 6,86 s                                              | 77 cm (30,5 in)                                     | 3 m (9 ft 10 in)                                    |

En février 2016, la plupart des analystes estimaient que Wentz serait sélectionné vers le milieu du premier tour de la draft,,. Cependant, après son Pro Day, ils estiment qu'il sera sélectionné dans le Top 10. Le 30 janvier 2016, il joue le Senior Bowl et termine le match avec un bilan de 6 passes complétées sur 10 pour un gain de 50 yards.
Lors du NFL Scouting Combine, Wentz met en avant ses qualités sportives en se classant parmi les 3 meilleurs quarterbacks dans les épreuves du sprint de 40 yards, du saut en longueur pieds joints (broad jump (en)), et du three-cone drill. Il obtient une note de 40/50 au Test Wonderlic.
Le 28 avril 2016, il est sélectionné en 2e choix global de la Draft 2016 de la NFL par les Eagles de Philadelphie. Il est le premier quarterback choisi par les Eagles lors d'un premier tour de draft depuis Donovan McNabb en 1999 également choisi en 2e choix global. Wentz est également le premier quarterback issu de FCS choisi lors d'un premier tour de draft depuis Joe Flacco lequel avait été choisi en 18e choix global lors de la Draft 2008 de la NFL. Wentz est également le quarterback de FCS choisi le plus tôt lors d'une Draft de la NFL.
Les Eagles ont échangé trois de leurs choix situés dans les 100 premiers choix de la draft 2016 ainsi qu'un choix de premier tour de la draft 2017 et un choix de second tour de la draft 2018 afin de pouvoir sélectionner Wentz.

#### Eagles de Philadelphia

##### Saison 2016

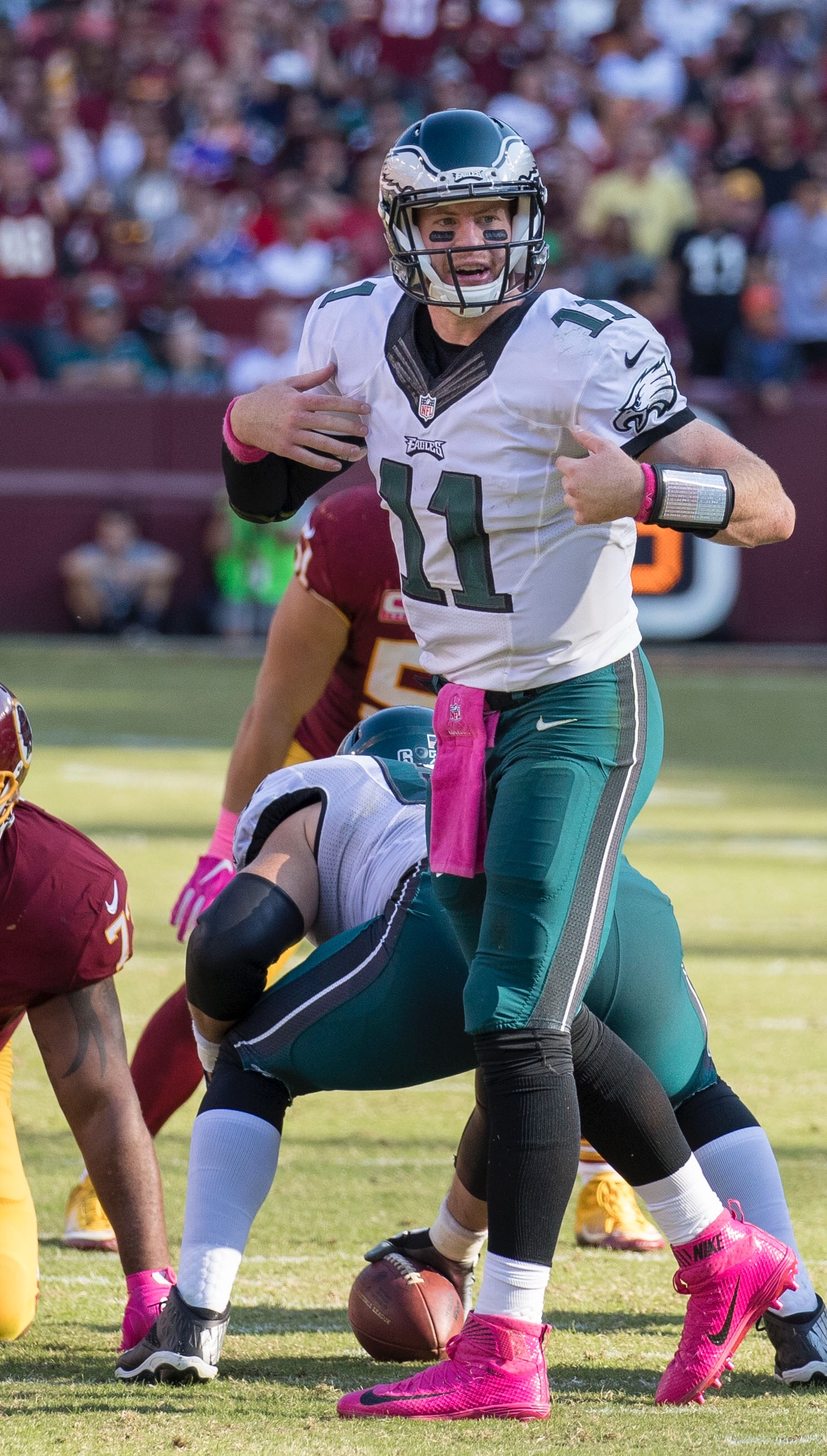
Wentz contre les Redskins de Washington en 2016

Le 12 mai 2016, Wentz signe un contrat de 4 ans pour un montant de 26,67 millions de $ totalement garanti avec un bonus à la signature de 17,6 millions de $,.
Lors du premier match de pré saison 2016, il se blesse au niveau des côtes mais est entièrement rétabli pour le début de saison régulière.
Alors que Wentz ne devait être que remplaçant pour apprendre tout au cours de la saison 2016, le 3 septembre 2016, les Eagles transfèrent le quarterback Sam Bradford aux Vikings du Minnesota. Wentz est alors désigné quarterback titulaire par la franchise et joue son premier match de NFL le 11 septembre 2016 contre les Browns de Cleveland,. Il lance pour 278 yards et inscrit 2 touchdowns à la passe remportant le match 29 à 10. Il est désigné Pepsi Rookie NFL de la 1re semaine (en). Wentz lance pour un gain de 190 yards, inscrivant 1 touchdown battant par le score de 29 à 14 les Bears de Chicago en 2e semaine. Il devient le premier quarterback rookie depuis 1970 à remporter ses deux premiers matchs de la saison sans concéder une seule interception.
En 3e semaine contre les Steelers de Pittsburgh (victoire 34 à 3), Wentz gagne 301 yards tout en inscrivant 2 touchdowns. Il est désigné meilleur joueur offensif FC de la semaine pour ce match.
Contre les Giants de New York en 9e semaine (défaite 23 à 28), il complète 27 de ses 47 passes tentées gagnant 364 yards (son record de la saison) pour 2 interceptions.
Au cours de sa saison rookie, Wentz commence les 16 matchs et les Eagles terminent avec un bilan de 7 victoires pour 9 défaites. Wentz réussira sur sa saison 379 passes battant ainsi le record NFL pour un rookie de 374 passes établi par son coéquipier Sam Bradford au moment où celui-ci jouait pour les Rams de Saint-Louis. Ses 379 passes complétées en une saison établissent également le record de la franchise battant le record de 346 établi par Sam Bradford la saison précédente. Wentz établi également le record de passes tentées en une saison (607) de la franchise, le second score réalisé par un rookie de toute l'histoire de la NFL (record détenu par Andrew Luck avec 627 passes tentées au cours de la saison 2012).

##### Saison 2017

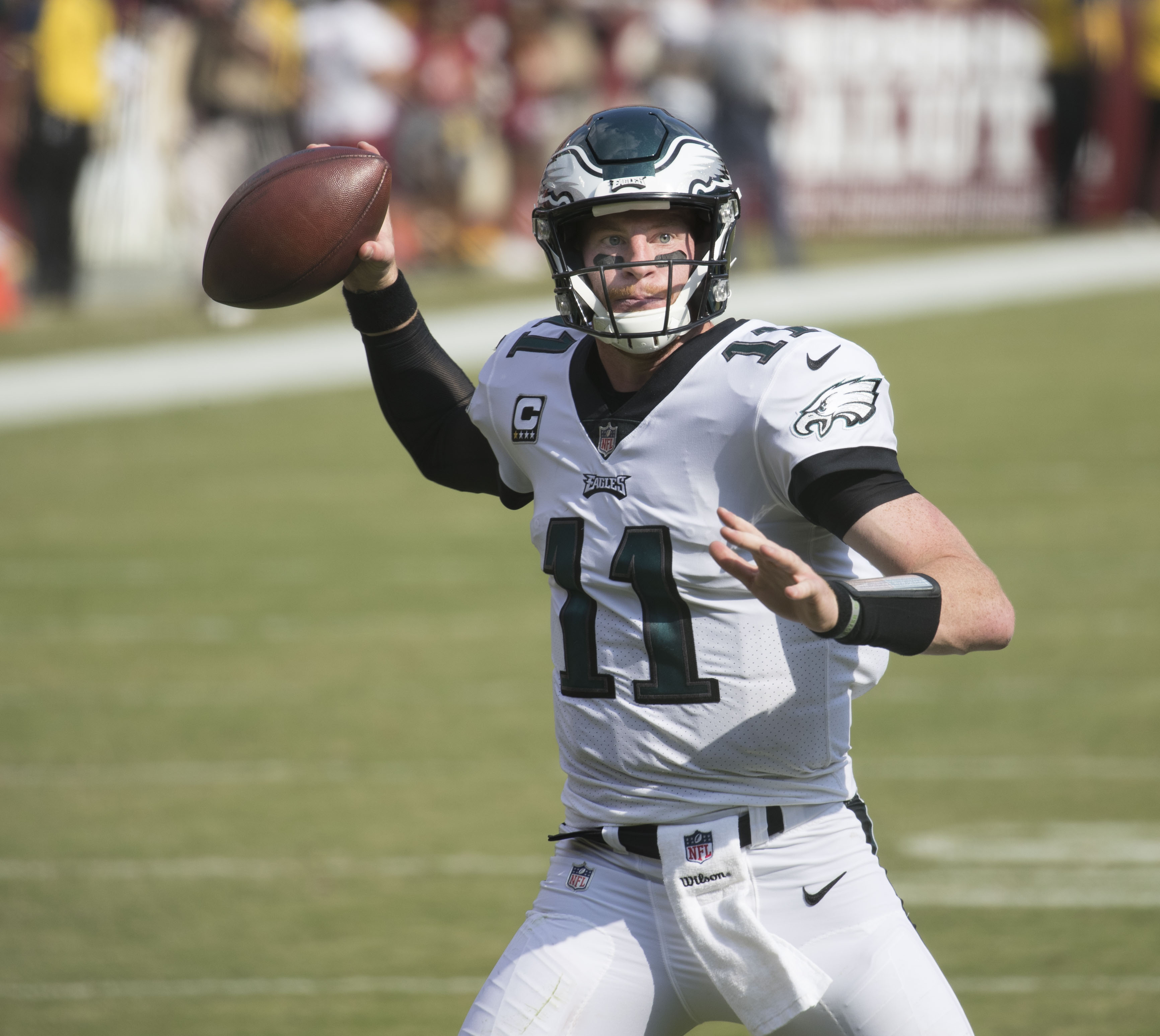
Wentz en 2017.

Lors du match inaugural de la saison régulière contre les Redskins de Washington (victoire 30 à 17), Wentz gagne 307 yards et inscrit deux touchdowns pour une seule interception
En 2e semaine contre les Chiefs de Kansas City, Wentz lance pour 333 yards, inscrit deux touchdowns pour une interception. Il gagne en plus 55 yards à la course mais son équipe en peut éviter la défaite (27 à 20).
En 5e semaine (victoire 34 à 7 sur les Cardinals de l'Arizona, Wentz termine le match avec un gain de 304 yards inscrivant quatre touchdowns (son record en carrière).
Lors des cinq premiers matchs de 2017, il passe pour 1 362 yards inscrivant dix touchdowns pour 3 interceptions,. Après un tel départ, Wentz est considéré par des journalistes suivant la NFL comme un potentiel meilleur joueur de la saison.
Wentz est désigné meilleur joueur offensif NFC de la 7e semaine après avoir gagné 268 yards et inscrit à nouveau quatre touchdowns (égalant son record en carrière) lors de la victoire 34 à 24 sur les Redskins de Washington au cours du Monday Night Football.
Lors de la 9e semaine contre les Broncos de Denver (victoire 51 à 23), Wentz gagne 199 yards et inscrit quatre touchdowns.
Au cours du match de 14e semaine contre les Rams de Los Angeles (victoire 43 à 35), Wentz doit quitter le terrain à la suite d'une blessure au niveau d'un genou après avoir gagné 291 yards et inscrit quatre touchdowns pour une interception. Le lendemain, des examens approfondis indiquent que le genou gauche de Wentz présente une déchirure du ligament croisé antérieur. Il ne saura plus jouer de la saison,.
Lors des 13 matchs joués comme titulaire, Wentz termine la saison avec un bilan de 3 296 yards gagnés à la passe, de 33 touchdowns pour 7 interceptions, une moyenne de 60,2 % de passes complétées et 101,9 évaluation du quarterback. Wentz se fait opérer le 13 décembre.
Wentz sera sélectionné pour son premier Pro Bowl le 19 décembre mais ne saura y participer les suites de sa récente chirurgie du genou,.
Emmenés par Nick Foles, les Eagles accèdent au Super Bowl LII qu'ils remportent 41 à 33 contre les Patriots de la Nouvelle-Angleterre, le premier Super Bowl remporté par la franchise.

#### Colts d'Indianapolis
Wentz est échangé aux Colts d'Indianapolis le 17 mars 2021 contre un choix de 3e tour de la draft 2021 et un choix de 1er tour de la draft 2022. Il retrouve ainsi son ancien coordinateur offensif chez les Eagles devenu entraîneur principal des Colts, Frank Reich.
Au cors du camp d'entraînement d'avant saison, Wentz se blesse au pied et doit être opéré. Malgré cela, il est apte à jouer dès le début de saison le 12 septembre, à domicile contre les Seahawks où il réussit 25 de ses 38 passes pour un gain total de 251 yards et un touchdowns. Il ne peut éviter la défaite 16 à 28.
Il effectue la meilleure performance de sa saison lors de la victoire 31 à 25 en prolongation chez les Ravens en 5e semaine, en y gagnant 402 yards tout en inscrivant deux touchdowns à la passe.
Sur la saison, il gagne un total de 3 563 yards et inscrit 27 touchdowns à la passe malgré sept interceptions et les Colts terminent avec un bilan positif de 9 victoires pour 8 défaites sans qualification pour la série éliminatoire après une défaite lors du dernier match de saison régulière chez les Jaguars,.

#### Commanders de Washington
Le 6 mars 2022, Wentz est à nouveau échangé avec des choix de 2e et 7e tours de la draft 2022, aux Commanders de Washington contre des choix de 2e et 3e tours de la même draft et un choix conditionnel de 3e tour de la draft 2023.

#### Rams de Los Angeles
Le 8 novembre 2023, Wentz signe avec les Rams en tant que remplaçant du quarterback Matthew Stafford. Il est titularisé pour le dernier match de saison régulière contre les 49ers, sa franchise ayant assuré sa qualification la semaine précédente pour la série éliminatoire. À l'occasion de ce match, il réussit 17 des 24 passes tentées pour un gain de 176 yards, insctivant deux touchdowns à la passe malgré une interception. IL inscrit également un touchdown à la suite d'une course de 12 yards alors qu'il ne reste que 2 minutes et 53 secondes à jouer. Il réussit dans la foulée la conversion à deux points (passe vers Tutu Atwell (en)) qui permet à son équipe de remporter le match 21 à 20.

#### Chiefs de Kansas City
Wentz signe avec les Chiefs le 2 avril 2024 avec un rôle de remplaçant derrière Patrick Mahomes.

## Statistiques

### Universitaires
| Année  | Équipe             | MJ     |         | Passes   | Passes | Passes | Passes | Passes | Passes | Passes  |       | Courses | Courses | Courses | Courses |
| Année  | Équipe             | MJ     | Tentées | Réussies | Pct.   | Yards  | TD     | Int.   | Éval.  | Tentées | Yards | Moy.    | TD      |         |         |
| 2012   | North Dakota State | 08     | 016     | 012      | 75,0   | 0 144  | 02     | 0      | 191,9  | 05      | 022   | 4,4     | 1       |         |         |
| 2013   | North Dakota State | 11     | 030     | 022      | 73,3   | 0 209  | 01     | 0      | 142,9  | 010     | 070   | 7,0     | 0       |         |         |
| 2014   | North Dakota State | 16     | 358     | 228      | 63,7   | 3 111  | 25     | 10     | 154,1  | 138     | 642   | 4,7     | 6       |         |         |
| 2015   | North Dakota State | 07     | 208     | 130      | 62,5   | 1 651  | 17     | 04     | 152,3  | 063     | 294   | 4,7     | 6       |         |         |
| Totaux | Totaux             | Totaux | 612     | 392      | 64,1   | 5 115  | 45     | 14     | 153,9  | 216     | 1 028 | 4.8     | 13      |         |         |

### Professionnelles
| Légende | Légende               |
| ------- | --------------------- |
|         | Mène la Ligue         |
|         | Gagnant du Super Bowl |
| Gras    | Record de carrière    |

| Année              | Équipe                   | MJ |                 | Passes          | Passes          | Passes          | Passes          | Passes          | Passes          | Passes          |                 | Courses         | Courses         | Courses | Courses |     | Sacks  | Sacks |  | Fumbles | Fumbles |
| Année              | Équipe                   | MJ | Tentées         | Réussies        | Pct.            | Yards           | TD              | Int.            | Éval.           | Tentées         | Yards           | Moy.            | TD              | Nb.     | Yards   | Nb. | Perdus |       |  |         |         |
| 2016               | Eagles de Philadelphie   | 16 | 607             | 379             | 62,4            | 3 782           | 16              | 14              | 079,3           | 46              | 150             | 3,3             | 2               | 33      | 213     | 14  | 3      |       |  |         |         |
| 2017               | Eagles de Philadephie    | 13 | 440             | 265             | 60,2            | 3 296           | 33              | 07              | 101,9           | 64              | 299             | 4,7             | 0               | 28      | 162     | 09  | 3      |       |  |         |         |
| 2018               | Eagles de Philadelphie   | 11 | 401             | 279             | 69,6            | 3 074           | 21              | 07              | 102,2           | 34              | 093             | 2,7             | 0               | 31      | 202     | 09  | 6      |       |  |         |         |
| 2019               | Eagles de Philadephie    | 16 | 607             | 388             | 63,9            | 4 039           | 27              | 07              | 093,1           | 62              | 243             | 3,9             | 1               | 37      | 230     | 16  | 7      |       |  |         |         |
| 2020               | Eagles de Philadephie    | 12 | 437             | 251             | 57,4            | 2 620           | 16              | 15              | 072,8           | 49              | 258             | 5,3             | 5               | 50      | 326     | 10  | 4      |       |  |         |         |
| 2021               | Colts d'Indianapolis     | 17 | 516             | 322             | 62,4            | 3 563           | 27              | 07              | 094,6           | 57              | 215             | 3,8             | 1               | 32      | 227     | 08  | 5      |       |  |         |         |
| 2022               | Commanders de Washington | 08 | 276             | 172             | 62,3            | 1 755           | 11              | 09              | 080,2           | 22              | 086             | 3,9             | 1               | 26      | 159     | 06  | 1      |       |  |         |         |
| 2022               | Rams de Los Angeles      | 02 | 024             | 017             | 70,8            | 0 163           | 02              | 01              | 099,8           | 17              | 056             | 3,3             | 1               | 02      | 014     | 0   | 0      |       |  |         |         |
| 2024               | Chiefs de Kansas City    | ?  | Saison en cours | Saison en cours | Saison en cours | Saison en cours | Saison en cours | Saison en cours | Saison en cours | Saison en cours | Saison en cours | Saison en cours | Saison en cours | ?       | ?       | ?   | ?      |       |  |         |         |
| Totaux en carrière | Totaux en carrière       | 95 | 3 308           | 2 073           | 62,7            | 22 292          | 153             | 64              | 89,4            | 354             | 1 418           | 4,0             | 11              | 239     | 1 533   | 72  | 29     |       |  |         |         |

| Année              | Équipe                 | MJ |                           | Passes                    | Passes                    | Passes                    | Passes                    | Passes                    | Passes                    | Passes                    |                           | Courses                   | Courses                   | Courses | Courses |     | Sacks  | Sacks |  | Fumbles | Fumbles |
| Année              | Équipe                 | MJ | Tentées                   | Réussies                  | Pct.                      | Yards                     | TD                        | Int.                      | Éval.                     | Tentées                   | Yards                     | Moy.                      | TD                        | Nb.     | Yards   | Nb. | Perdus |       |  |         |         |
| 2017               | Eagles de Philadelphie | 0  | N'a pas joué (blessé)     | N'a pas joué (blessé)     | N'a pas joué (blessé)     | N'a pas joué (blessé)     | N'a pas joué (blessé)     | N'a pas joué (blessé)     | N'a pas joué (blessé)     | N'a pas joué (blessé)     | N'a pas joué (blessé)     | N'a pas joué (blessé)     | N'a pas joué (blessé)     | -       | -       | -   | -      |       |  |         |         |
| 2018               | Eagles de Philadelphie | 0  | N'a pas joué (blessé)     | N'a pas joué (blessé)     | N'a pas joué (blessé)     | N'a pas joué (blessé)     | N'a pas joué (blessé)     | N'a pas joué (blessé)     | N'a pas joué (blessé)     | N'a pas joué (blessé)     | N'a pas joué (blessé)     | N'a pas joué (blessé)     | N'a pas joué (blessé)     | -       | -       | -   | -      |       |  |         |         |
| 2019               | Eagles de Philadelphie | 1  | 4                         | 1                         | 25,0                      | 3                         | 0                         | 0                         | 39,6                      | 0                         | 0                         | 0                         | 0                         | 0       | 0       | 0   | 0      |       |  |         |         |
| 2022               | Rams de Los Angeles    | 0  | N'a pas joué (réserviste) | N'a pas joué (réserviste) | N'a pas joué (réserviste) | N'a pas joué (réserviste) | N'a pas joué (réserviste) | N'a pas joué (réserviste) | N'a pas joué (réserviste) | N'a pas joué (réserviste) | N'a pas joué (réserviste) | N'a pas joué (réserviste) | N'a pas joué (réserviste) | 0       | 0       | 0   | 0      |       |  |         |         |
| Totaux en carrière | Totaux en carrière     | 1  | 4                         | 1                         | 25,0                      | 3                         | 0                         | 0                         | 39,6                      | 0                         | 0                         | 0                         | 0                         | 0       | 0       | 0   | 0      |       |  |         |         |

## Records et trophées

### Records en NFL
- Plus grand nombre de passes complétées par un rookie : 379 ;
- Plus grand nombre de passes complétées lors des 24 premiers matchs de carrière : 540[61].

### Records de la franchise des Eagles
- Plus grand nombre de touchdowns inscrits à la passe en une saison : 33 en 2017[62] ;
- Plus grand nombre de passes complétées en une saison : 379 en 2016[63] ;
- Plus grand nombre de passes tentées en une saison : 607 en 2016[64] ;
- Plus grand nombre de touchdowns inscrits à la passe dans le 1er quart-temps : 3 en 2017[65] ;
- Plus grand nombre de touchdowns à la passe au cours d'un mois calendrier : 14 en octobre 2017[66].

### Trophées
- Vainqueur du Super Bowl LII ;
- Bert Bell Award 2017 ;
- Pro Bowl 2017 ;
- 3× Pepsi meilleur joueur rookie NFL de la semaine : semaines 1, 3, et 5 en 2016[23] ;
- 2× Meilleur joueur offensif NFC de la semaine : semaine 3 en 2016 et semaine 7 en 2017[27],[38] ;
- Meilleur joueur offensif NFC du mois : octobre 2017 ;
- Meilleur rookie offensif NFL du mois : septembre 2016.

## Vie privée

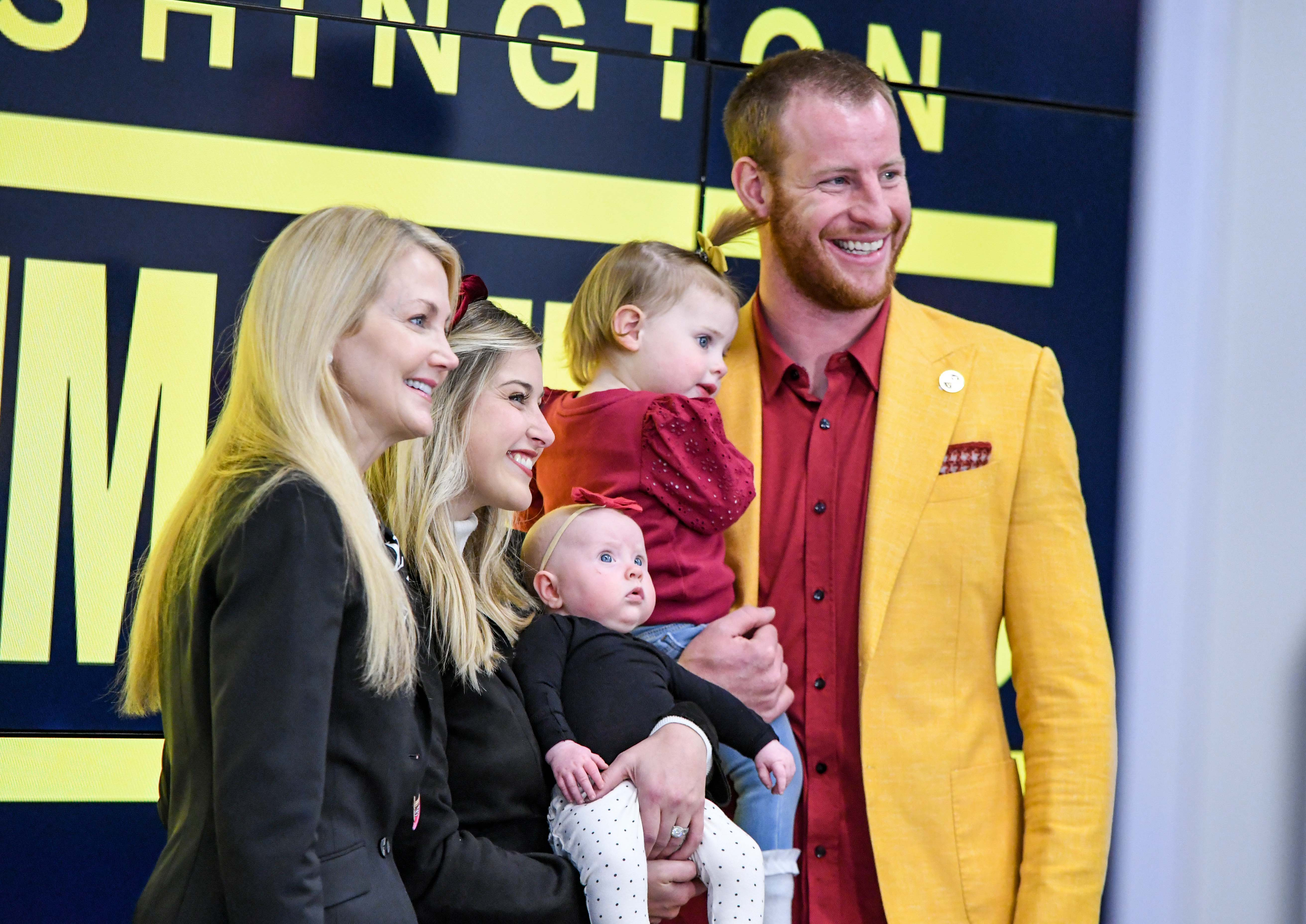
Wentz en compagnie de son épouse, de ses enfants et de en mars 2022

Le 6 février 2018, deux jours après la victoire des Eagles contre les Patriots de la Nouvelle-Angleterre lors du Super Bowl LII, Wentz déclare qu'il s'est fiancé officiellement avec son amie Madison Oberg. Mariés depuis 2018, ils ont eu trois filles.
Wentz est chrétien. En 2017, Wentz inaugure la Fondation AO1 dont la mission est de « démontrer l'amour de Dieu en offrant des opportunités et un soutien aux moins fortunés et à ceux qui en ont besoin »,. Ainsi en 2018, sa société aide financièrement à la construction d'un complexe sportif en Haïti.
Le frère ainé de Wentz, Zach, a joué au baseball au niveau universitaire, au poste de lanceur pour le Bison de North Dakota State de 2009 à 2012. Après un bref passage chez les Redhawks de Fargo-Moorhead (en), il devient enseignant, avant de diriger la Fondation AO1, aux côtés de l'ancien quarterback du Bison, Cole Davis.
Son plus jeune demi frère, Luke Domres, a joué au baseball et au football américain au lycée
, mais choisit de se concentrer sur ses études, pour finalement obtenir son diplôme avec mention honorifique auprès de l'Université d'État de l'Arizona.
Wentz est très ami avec Mike Trout, joueur de Major League Baseball à qui il a donné en cadeau le 1er janvier 2017, le ballon utilisé la veille pour inscrire un touchdown contre les Cowboys de Dallas.
Wentz est passionné de chasse et retourne fréquemment dans son état natal du Dakota du Nord pour cette raison.